# Ángel Bossio
Ángel Bossio   (Avellaneda, 5 de maig de 1905 - Buenos Aires, 31 d'agost de 1978) fou un futbolista argentí, que jugava com a porter, que va competir durant les dècades de 1920 i 1930.
Amb la selecció nacional jugà 21 partits entre 1927 i 1935. El 1928 va prendre part en els Jocs Olímpics d'Amsterdam, on guanyà la medalla de plata en la competició de futbol. El 1930 fou subcampió del Mundial de futbol. En el seu palmarès també destaquen dues edicions del Campionat Sud-americà de futbol, el 1925 i 1927.
A nivell de clubs va ser jugador del Talleres de Remedios de Escalada (1924-1932 i 1937-1938) i River Plate (1932-1936).